# Bothus lunatus
Turbo paon, Rombou lune
Espèce
Bothus lunatus, communément nommé Turbot paon ou  Rombou lune, est une espèce de poissons marins de la famille des Bothidae.
Le Turbot paon est présent dans les eaux tropicales de la zone occidentale de l'océan Atlantique des côtes de la Floride au Brésil englobant aussi le golfe du Mexique et de la mer des Caraïbes, mais également dans la zone orientale de l'océan Atlantique. 
Sa taille maximale est de 46 cm mais sa taille moyenne courante est de 35 cm.